# Imre Gábor Bekey
Dans le nom hongrois Bekey Imre Gábor, le nom de famille précède le prénom, mais cet article utilise l’ordre habituel en français Imre Gábor Bekey, où le prénom précède le nom.
Imre Gábor Bekey, né en 1872 et mort le 17 avril 1936 à Budapest, est un photographe et spéléologue hongrois.

## Galerie

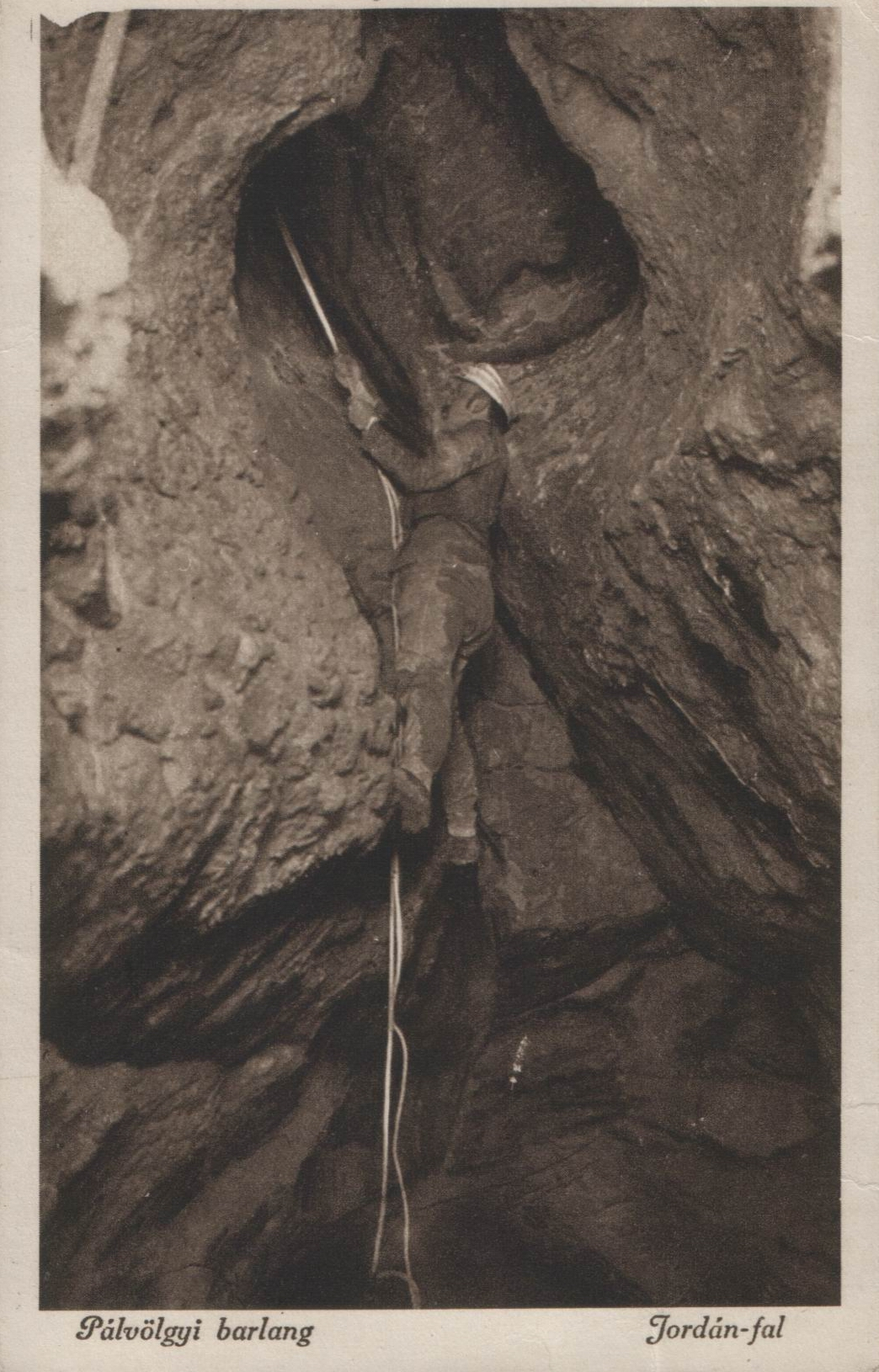
Détail de la grotte de la vallée de Pál avec Károly Jordán (de) sur le mur Jordán (carte postale).
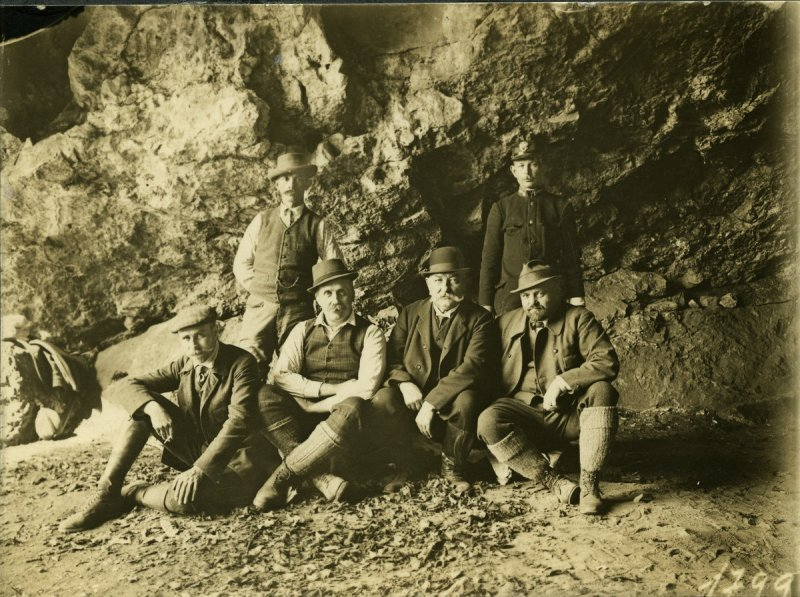
Entrée de la Legény-barlang 'grotte des Légendes) dans les monts du Pilis.
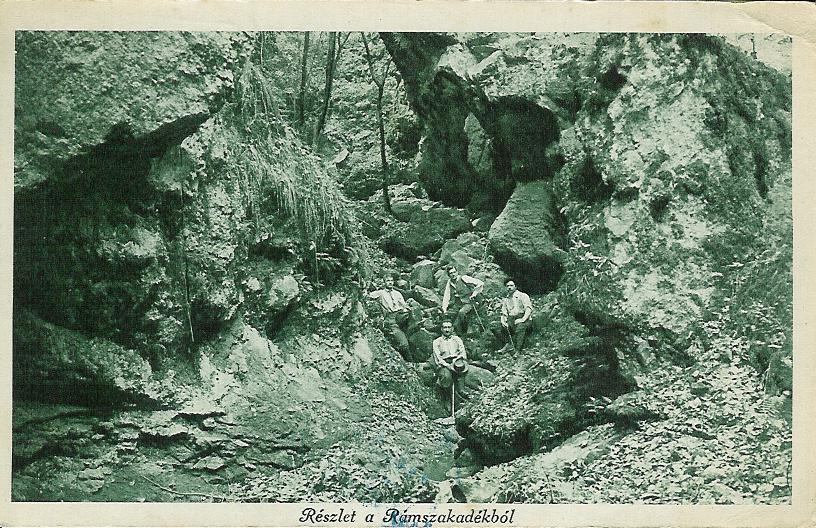
La brèche de Rám, à Dömös en Hongrie.